# Купер, Джейсон
Джейсон Туп Купер (англ. Jason Toop Cooper, род. 31 января 1967) — английский барабанщик, наиболее известный своей работой с The Cure.

## Жизнь и работа
Родился Джейсон 31 января 1967 года, в Лондоне. С детства учился играть на барабанах в лондонском Drumtech (где он теперь меценат и приглашенный артист). Он впервые привлек к себе внимание как барабанщик группы My Life Story. Джейсон присоединился к The Cure в 1995 году после ухода их предыдущего барабанщика Бориса Уильямса в 1993 году. С коллективом The Cure написали несколько альбомов, например: «Wild Mood Swings», «Bloodflowers», «The Cure» и «4:13 Dream». Он также появился в двух концертных фильмах и в «The Cure: Festival 2005».
Джейсон также сочиняет музыку для фильмов, в частности, сосозданием партитуры для ужастика / триллера «Изнутри», за который он и соавтор Оливер Краус получили награду за лучший оригинальный результат на кинофестивале «Солнцестояние» 2008 года.
15 мая 2004 года Джейсон женился на своей давней подруге Эллисон.

## Дискография

##### Совместно с My Love Story
- 1994 — Mornington Crescent
- 1994 — Funny Ha Ha

##### Совместно с The Cure
- 1996 — Wild Mood Swings
- 1997 — Galore
- 2000 — Bloodflowers
- 2001 — Greatest Hits
- 2003 — Trilogy, DVD
- 2004 — The Cure
- 2005 — Festival 2005, DVD
- 2008 — 4:13 Dream
- 2011 — Bestival Live 2011

## Рекомендации
1. ↑  Jason Cooper. Picturesofyou.us. Дата обращения: 10 октября 2011. Архивировано 29 сентября 2011 года.